# Bobrek (Wielopole)
Bobrek – przysiółek wsi Wielopole w Polsce, położona w województwie małopolskim, w powiecie dąbrowskim, w gminie Olesno.
Dawniej samodzielna wieś i gmina jednostkowa Bobrek (wraz z Buczem).
W latach 1975–1998 miejscowość administracyjnie należała do województwa tarnowskiego.